# Cossé-en-Champagne
 Cossé-en-Champagne  es una población y comuna francesa, en la región de Países del Loira, departamento de Mayenne, en el distrito de Laval y cantón de Meslay-du-Maine.

## Demografía
| 467 | 451 | 358 | 317 | 275 | 281 |
| Para los censos de 1962 a 1999 la población legal corresponde a la población sin duplicidades (Fuente: INSEE [Consultar]) |     |     |     |     |     |